# Рамон, Альберт
Альберт Рамон (нидерл. Albert Ramon; 1 ноября 1920, Брюгге, Бельгия — 21 марта 1993, Экло, Бельгия) — бельгийский профессиональный шоссейный велогонщик в 1941—1951 годах. Чемпион Бельгии в групповой гонке (1950).

## Достижения

### Шоссе
1946
1-й Тур Бельгии — Генеральная классификация
1947
1-й Натионале Слёйтингспрейс
2-й Тур Бельгии
1948
2-й Тур Фландрии
2-й Гент — Вевельгем
9-й Вызов Дегранж-Коломбо
1949
1-й Париж — Тур
2-й Омлоп ван хет Хаутланд
10-й Вызов Дегранж-Коломбо
1950
1-й  Чемпион Бельгии - Групповая гонка
2-й Схал Селс
6-й Чемпионат мира — Групповая гонка
1951
2-й Circuit Mandel-Lys-Escaut

### Трек
1950
3-й Три дня Брюсселя